# Луїза Ангальт-Бернбурзька
Вільгельміна Луїза Ангальт-Бернбурзька (нім. Wilhelmine Luise von Anhalt-Bernburg; 30 жовтня 1799 — 9 грудня 1882) — принцеса Ангальт-Бернбурзька з дому Асканіїв, донька герцога Ангальт-Бернбургу Алексіса та гессен-кассельської принцеси Марії Фредеріки, дружина прусського принца Фрідріха. Художниця. Близько 30 останніх років життя провела у замку Еллер, страждаючи від невропатичного розладу.

## Біографія
Луїза народилась 30 жовтня 1799 року у замку Балленштедта. Була старшою з виживших дітей князя Ангальт-Бернбургу Алексіса та його першої дружини Марії Фредеріки Гессен-Кассельської. Мала молодшого брата Александра Карла.
У 1807 році Ангальт-Бернбург став герцогством. У 1811 році до нього завітала художниця Каролін Бардуа. Луїза, яка мала хист до малювання, спілкувалася з нею і з часом сама стала доброю художницею.
У серпні 1817 року батьки розлучилися через прогресуючу душевну хворобу Марії Фредеріки, після чого та від'їхала до Ганау. Луїза за три місяці одружилася з прусським принцом Фрідріхом, якого зустріла в Дессау.
Весілля 17-річної Луїзи та 23-річного принца Фрідріха відбулося 21 листопада 1817 у замку Балленштедта. Наречений був небожем правлячого короля Пруссії Фрідріха Вільгельма III. Оселилися молодята в Берліні у палаці на Вільгельмштрассе, 72. У них народилося двоє дітей.
У 1821 році родина переїхала до замку Яґергоф біля Дюссельдорфу. Літо проводили у палаці Бенрат або замку Райнштайн, який Фрідріх придбав у 1823-му і відновив протягом наступних років. Пара протегувала мистецтвам і мала значний вплив на культурне життя Дюссельдорфу. Луїза продовжувала займатися живописом та брала уроки у Каспара Шорена, Фрідріха Гонерта, Вільгельма фон Каульбаха, Теодора Хільдебрандта.
У 1834—1835 роках принцеса за свій кошт збудувала Клеменскірхе в Трехтінгсгаузені під замком Райнштайн. У 1837 році вона стала покровителькою новоствореної Вищої приватної школи для дівчаток протестантського віросповідання у Дюссельдорфі, яка на її честь була названа Luisenschule, та звела меморіальний хрест у Зелькеталі в пам'ять про батька, а наступного — пожертвувала старій каплиці у Мегдеспрунзі вівтарний розпис, написаний нею як копія Ернста Дегера.

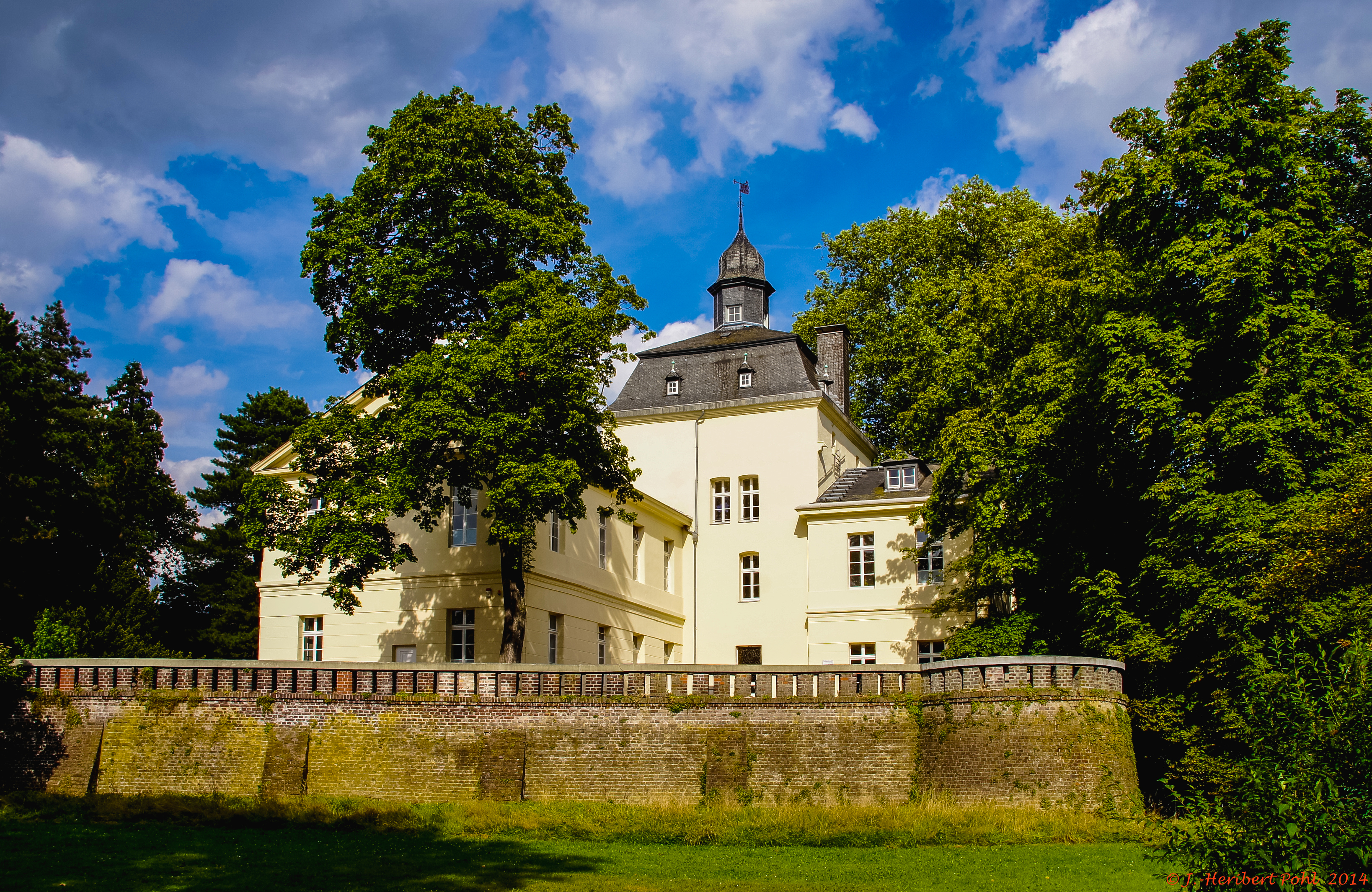
замок Еллер

У 1843 році подружжя придбало замок Еллер та однойменний маєток поблизу Дюссельдорфу. Луїза марно намагалася протестувати будівництву залізничної колії на південь від замка. Втім, вона все одно полюбляла перебувати там, присвячуючи себе живопису. У 1848 році родина мала переїхати до Берліну через революційні заворушення. Там Луїза страждала від важкого невропатичного розладу, успадкованого від матері. У 1855 році її хвороба настільки посилилася під час відвідин музичного фестивалю в Еллері, що принцеса вирішила залишитися у замку на постійне проживання. Жила там усамітнено, з маленьким двором, який очолював камергер граф Родер. Її чоловік продовжував мешкати у столиці, однак навідував її кожного року на день народження. Луїза присвячувала час садівництву, розбудовувала парки та сади, продовжувала малювати. Вела активне листування з лікарем-гомеопатом Самюелем Ганеманом, чиєю пацієнткою була.
Фрідріх Прусський пішов з життя влітку 1863 року. Тоді ж помер брат Луїзи, який останніми роками також страждав від душевної хвороби. Принцеса вважала себе єдиною спадкоємицею герцогства Ангальт-Бернбург і тривалий час мала суперечку з Леопольдом Ангальт-Дессау щодо алоду. Померла 9 грудня 1882 року у 82-річному віці. Похована у каплиці замку Райнштайн.

## Родина

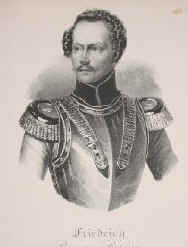
Фрідріх Прусський

Чоловік — Фрідріх Прусський
Діти:
- Александр (1820—1896) — генерал від інфантерії прусської армії, одруженим не був, дітей не мав;
- Георг (1826—1902) — генерал кінноти прусської армії, письменник, одруженим не був, дітей не мав.